# Municipio de Copley (Ohio)
El municipio de Copley (en inglés: Copley Township) es un municipio ubicado en el condado de Summit en el estado estadounidense de Ohio. En el año 2010 tenía una población de 17.304 habitantes y una densidad poblacional de 321,5 personas por km².

## Geografía
El municipio de Copley se encuentra ubicado en las coordenadas 41°5′12″N 81°37′57″O / 41.08667, -81.63250. Según la Oficina del Censo de los Estados Unidos, el municipio tiene una superficie total de 53.82 km², de la cual 52.95 km² corresponden a tierra firme y (1.63%) 0.88 km² es agua.

## Demografía
Según el censo de 2010, había 17304 personas residiendo en el municipio de Copley. La densidad de población era de 321,5 hab./km². De los 17304 habitantes, el municipio de Copley estaba compuesto por el 80.87% blancos, el 10% eran afroamericanos, el 0.16% eran amerindios, el 6.66% eran asiáticos, el 0.02% eran isleños del Pacífico, el 0.53% eran de otras razas y el 1.77% pertenecían a dos o más razas. Del total de la población el 1.65% eran hispanos o latinos de cualquier raza.